# Вінсент Ван Квікенборн
Вінсент Пол Марі Ван Квікенборн (народився 1 серпня 1973) — бельгійський політик із партії Відкритих фламандських лібералів і демократів, міністр юстиції в уряді прем'єр-міністра Александра Де Кроо протягом 2020-2023 років.

## Політика
1999-2003 - Ван Квікенборн був сенатором, згодом - державним секретарем (2003–2008), міністром (2008–2011), відповідальним за спрощення адміністрування, а також заступником прем’єр-міністра та міністром пенсійного забезпечення (2011–2012).
17 жовтня 2012 року він пішов у відставку з посади міністра, щоб стати мером Кортрейка на термін, який почався в лютому 2013 року.
20 жовтня 2023 року подав у відставку з посади Міністра юстиції Бельгії після теракту в Брюсселі. За даними бельгійського каналу VRT, в серпні 2022 року Туніс надіслав джо Бельгії запит щодо екстрадиції виконавця теракту, однак суддя не виніс рішення щодо запиту. Відповідальність за бездіяльність судді взяв на себе Ван Квікенборн.
Ван Квікенборн також є членом муніципальної ради Кортрейка.